# جوزيف ر. مالون
جوزيف ر. مالون (بالإنجليزية: Joseph R. Malone)‏ هو سياسي أمريكي، ولد في 1 أكتوبر 1949 في ترنتون في الولايات المتحدة. حزبياً، نشط في الحزب الجمهوري. وقد انتخب عضو جمعية نيوجيرسي العامة.